# Srbeč
Srbeč (en allemand : Serbetsch) est une commune du district de Rakovník, dans la région de Bohême-Centrale, en République tchèque. Sa population s'élevait à 308 habitants en 2020.

## Géographie
Srbeč se trouve à 9 km au nord de Nové Strašecí, à 17 km au nord-est de Rakovník et à 43 km au nord-ouest de Prague.
La commune est limitée par Milý au nord-ouest, par Pozdeň au nord et à l'est, par Mšec au sud, et par Bdín à l'ouest.

## Histoire
La première mention écrite de la localité date de 1227.

## Transports
Par la route, Srbeč se trouve à 12 km de Nové Strašecí, à 25 km de Rakovník et à 54 km du centre de Prague.